# هراچ هواهنیسیان
هراچ هواهنیسیان (ارمنی: Հրաչ Հովհաննիսյանը؛ زادهٔ ۲۸ مهٔ ۱۹۸۷) یک کشتی‌گیر اهل ارمنستان است که در جام جهانی کشتی در مجموع برندهٔ ۱ مدال برنز شده‌است.